# 園田彩乃
園田 彩乃（そのだ あやの、1995年10月6日 - ）は、福岡県福岡市出身の女子プロテニス選手。
身長162cm。右利き、バックハンド・ストロークは両手打ち。日本大学卒業。現在はフリー。JTAランキング最高位はシングルスが80位、ダブルスが56位。好きなテニス選手はアシュリー・バーティ。

## 来歴
テニスを始めたのは6歳の時。
2008年には全日本ジュニアテニス選手権12歳以下女子シングルスでベスト4、全国小学生テニス選手権大会でもベスト4。福岡市立和白中学校3年次には全国中学生テニス選手権大会でベスト8。
その後は通信制の高校に進学し、日比野菜緒もいたオーストラリアのPRO-ONEテニス・アカデミーに留学して3年間テニスに励む。帰国して日本大学体育会テニス部に入部し、3年次途中からは自由ガ丘インターナショナルテニスカレッジを練習拠点とする。自由ガ丘出身のプロ選手には土居美咲などもいる。
大学在学中の2016年8月にプロ転向。2017年と2023年の全日本室内テニス選手権ではダブルスでベスト8。2024年8月にはInstagramで水着姿を披露すると、SNSのフォロワー数が急増するとともに、男性ファンからシングルスでの対戦希望が殺到した。